# Lampoh Tarom
Lampoh Tarom is een bestuurslaag in het regentschap Aceh Besar van de provincie Atjeh, Indonesië. Lampoh Tarom telt 441 inwoners (volkstelling 2010).